# اس‌ام‌سی
اس‌ام‌سی (انگلیسی: SMC) شرکت ماشین‌آلات ژاپنی است، که در سال ۱۹۵۹ تأسیس شد.